# Rainer Nossek
Rainer Nosek (5. května 1920 Zálesní Lhota – 30. dubna 1945 Schwerin) byl bojový pilot Luftwaffe v době druhé světové války a nositel Rytířského kříže Železného kříže.

## Životopis
Rainer Nossek se narodil 5. května 1920 v podkrkonošské vesnici Zálesní Lhota (tehdy Hüttendorf) v domě čp. 28. Již roku 1933 se přihlásil k německé národnosti. 10. října 1938, když byla Zálesní Lhota obsazena jednotkou Werhmachtu a až na pár chalup připojena k Říši, se přidal k Luftwaffe a absolvoval výcvik na stíhacího pilota.
Po ukončení výcviku získal hodnost poddůstojníka (Unteroffizier) a dostal se do bojů na východní frontě. Během jedné ze svých prvních misí byl v červenci 1942 přinucen nepřátelskými stíhači k přistání v oblasti Doněck, 100 km od německých linií. Během šestidenního úniku se dostal k německé linii. Již v této době získává Železný kříž první a druhé třídy.
Účastnil se bitvy o Stalingrad, kdy provedl 120 bojových misí nad městem. 12. června 1943 byl oceněn Německým křížem ve zlatě. Od listopadu 1942 do března 1943 kvůli zdravotním problémům nebyl v boji. Poté se účastnil bitvy v Kurském oblouku. Během zimy 1943/44 byl opět v boji. Jeho velitelem byl Andreas Kuffner. 1. ledna 1944 byl povýšen na poručíka (Leutnant) a 29. října 1944 vyznamenán Rytířským křížem Železného kříže poté, co provedl více než 600 bojových misí a zničil 73 nepřátelských tanků (plus torpédoborec a tanker na řece Volze). Rytířský kříž obdržel přímo z rukou říšského maršála Hermanna Göringa. Stal se tak jedním z 41 letců narozených v ČSR, kteří získali toto vyznamenání. Zároveň byl povýšen na nadporučíka (Oberleutnant).
Rainer Nossek zemřel 30. dubna 1945, když byl jeho Focke-Wulf Fw 190 sestřelen britskými spitfiry nad Schwerinem v severním Německu. Spolu s ním byl zabit také Andreas Kuffner a zraněn Wilhelm Bromen, oba dva držitelé Rytířského kříže. V době svého úmrtí měl na svém kontě přes 800 bojových misí.

## Vyznamenání
- Železný kříž první i druhé třídy (1939)
- Německý kříž ve zlatě (12. červen 1943)
- Rytířský kříž Železného kříže (29. říjen 1944)